# Manzáj
A manzáj (漫才, manzai) egy tradicionális japán szórakoztató műfaj, egyfajta kétszemélyes kabaré. Mindig két előadója van egyszerre (manzájsi), az egyik a higgadt átlagember (cukkomi), a másik a vicces (boke), akik gyors egymásutánban sütnek el vicceket. A mulatság forrása általában valamilyen kölcsönös félreértés, szóviccek, kettős beszéd, illetve apró csattanós poénok.

Manzáj előadók egy újévi ünnepségen. Elől látható a cukkomi, a háta mögött a boke (ismeretlen művész alkotása, XIX. század)

A legutóbbi időkben a manzáj előadásokat Oszaka városával és régiójával hozzák összefüggésbe, ennek megfelelően az előadók gyakorta a kanszai dialektusban adják elő tréfáikat.

## Története
Eredetileg egy újévi fesztiválhoz kötődő hagyomány volt, mely valamikor a Heian-korban alakult ki. A két manzáj előadó az istenek üzenetét hozta, amelyet egyfajta stand up-előadás formájában adtak elő, és az egyikük jellemzően a másik ellenpontja volt. Ez a felosztás él tovább ma is a cukkomi és a boke megkülönböztetésében.
Az Edo-korban a stílus fokozatosan a humor felé kezdett eltolódni, Japán egyes területein pedig alváltozatok alakultak ki. Ilyen volt az Ovari manzáj (尾張万歳), a Mikava manzáj (三河万歳), és a Jamató manzáj (大和万歳). A Meidzsi-korban az Oszaka manzáj (大阪万才) kezdett olyan változtatásokat bevezetni, amelyeknek köszönhetően a műfajon belül ez a stílus kezdett egyre népszerűbb lenni, bár ekkor még mindig a rakugo volt a legnépszerűbb műfaj.
A Taisó-kor végével a Yoshimoto Kogyo nevű, 1912-ben alapított szórakoztatóipari vállalkozás vezette be azt az új fajta manzájt, amiben már nem volt meg a korábbi korok ünnepélyessége. A manzáj meghódította egész japánt, köszönhetően a technika új vívmányainak, a rádiónak és a televíziónak is.

## Etimológia
A manzáj kandzsi írásjelei az egyes korokban cserélődtek. Eleinte még szó szerint azt jelentették, hogy "tízezer év", ami "hosszú életet" (萬歳) jelentett, és amelyben a 萬 jelet használták az alternatív 万 helyett, a 歳 pedig a 才 helyett volt használatos (ez utóbbi a "tehetség", "képesség" jelentésével is bír). Az Oszaka manzáj terjedésével az első karakter is lecserélődött a 漫 jelre.

## A boke és a cukkomi

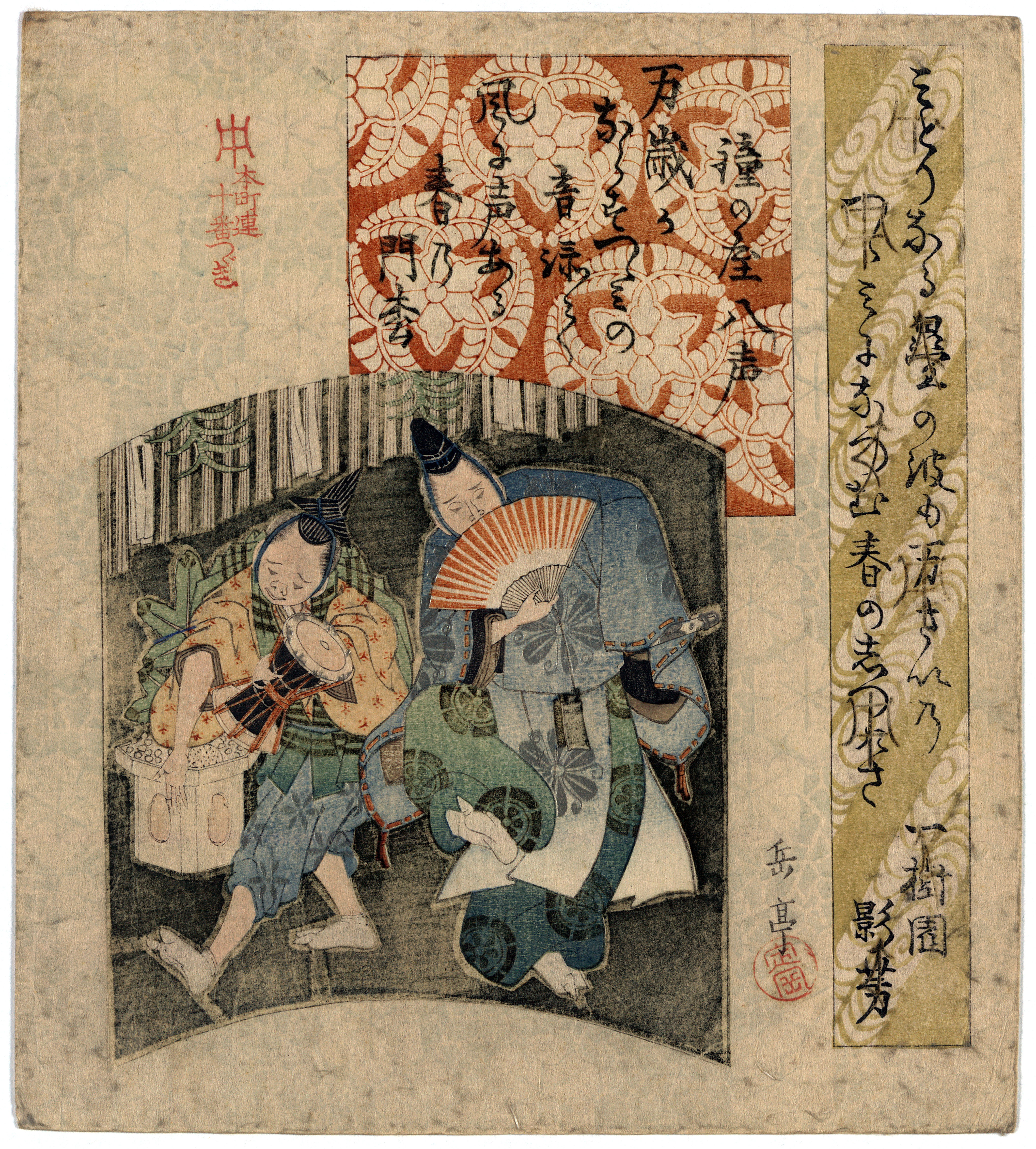
Két manzáj előadó egy újévi fesztiválon, az 1820-as években

Hasonlóan a kétszemélyes kabaréjelenetekhez (nagyjából úgy, mint hazánkban a Markos-Nádas duó egyes jelenetei, vagy Hacsek és Sajó kabarétréfái), a vicces és az átlagos ember szerepeltetése a manzáj alapja. A boke  (ボケ), akinek a neve a bokeruból (惚ける/呆ける) ered, melynek jelentése "elhülyült", "üresfejű" utal arra, hogy ez a karakter rendszeresen félreért vagy elfelejt dolgokat. A másik komikus, a cukkomi (突っ込み) alakítja az átlagembert, aki kijavítja a boke butaságait. Színházi előadás során gyakran előfordul, hogy a cukkomi leszidja a bokét a hülyeségéért, majd jól fejbe is vágja, amit gyakran a hariszen (張り扇) nevű, óriási papírlegyezővel tesz. Egy másik hagyományos kelléke a manzájnak egy kisméretű dob, amit a boke használ. Előfordul még bambusznyelű papíresernyő is a kellékek közt. Eszközöket azonban csak a nem hagyományos, kizárólag szórakoztatás céljára szolgáló manzáj-előadásokon látni, az eredetiben ugyanis ezt nem volt szabad.
A boke és a cukkomi más japán komikus műfajokban is megjelennek, csak nem annyira kikarikírozva, mint itt.

## Híres előadók
- Downtown
- Cocorico
- Kitano Takesi – japán filmrendező, aki fiatalkorában a "Two Beat" tagjaként adott elő, és akinek a munkássága során gyakran ábrázolásra kerül a manzáj.

## Forráshivatkozások
1. ↑  What’s Manzai? | June 2017 | Highlighting Japan. www.gov-online.go.jp. (Hozzáférés: 2022. július 25.)
2. ↑  http://www.japantimes.co.jp/text/ft20120525r1.html

## Fordítás
- Ez a szócikk részben vagy egészben  a   Manzai című angol Wikipédia-szócikk ezen változatának fordításán alapul.  Az eredeti cikk szerkesztőit annak laptörténete sorolja fel. Ez a jelzés csupán a megfogalmazás eredetét és a szerzői jogokat jelzi, nem szolgál a cikkben szereplő információk forrásmegjelöléseként.